# 慶盛駅 (中国国鉄)
慶盛駅（けいせいえき）とは中華人民共和国広東省広州市南沙区東涌鎮慶盛村に位置する広深港高速鉄道の駅である。

## 駅構造
島式ホーム2面2線を有する高架駅。その両線の内側には二線の通過線が存在する。
| 番線 | 路線            | 方面       |
| ---- | --------------- | ---------- |
| 1    | ■広深港高速鉄道 | 広州南方面 |
| 2    | ■広深港高速鉄道 | 深圳北方面 |

## 駅周辺
- 広州地下鉄4号線慶盛駅

## 歴史
- 2011年12月26日 - 開業。

## 隣の駅
中華人民共和国鉄道部
■広深港高速鉄道
広州南駅 - 慶盛駅 - 虎門駅
座標: 北緯22度52分08秒 東経113度29分10秒 / 北緯22.8688度 東経113.48606度